# Теноровый барабан
Теноровый барабан — цилиндрический барабан с одной мембраной. Звучит выше, чем бас-барабан, по размеру одинаков с малым барабаном, но отличается отсутствием дребезжащих пружин. По теноровым барабанам играют специальными колотушками с головками в виде диска, или обёрнутыми мягкой тканью, или обычными барабанными палочками, используя параллельный (симметричный) хват.
В маршевых оркестрах один исполнитель играет на нескольких барабанах (от 4 до 6), имеющих разную высоту звука. Если у исполнителя 4 барабана, самый низкий по тону обычно расположен слева от исполнителя, второй по высоте — крайний справа, третий — посередине слева, и самый высокий посередине справа. Такое расположение позволяет проще играть характерные партии и балансировать при передвижении с оркестром. Дополнительные маленькие барабаны, настроенные как можно выше, размещают перед исполнителем, ближе имеющихся.
В оркестре может быть от одного до шести исполнителей на тенор-барабанах. Вся секция тенор-барабанщиков играет в унисон. При передвижении они находятся между бас-барабанщиками и секцией малых барабанов.
Назначение теноровых барабанов в маршевом оркестре — тембровая окраска звучания. В классической музыке тенор-барабаны используются для достижения мрачного эффекта («Реквием» Берлиоза, 1837 г.). В 1905 Шарль Видор писал, что цель тенор-барабана в оркестре «дать подвижность одиночным
ударам бас-барабана».